# 六道口駅
座標: 北緯40度00分04秒 東経116度21分03秒 / 北緯40.001064度 東経116.350864度
六道口駅（ろくどうこうえき）は北京市海淀区に位置する北京地下鉄15号線と昌平線の乗換駅である。

## 歴史
- 2014年12月28日 - 15号線が開業。
- 2023年2月4日 - 昌平線が開業[1]。

## 駅構造
両線とも島式ホームを有する地下駅。

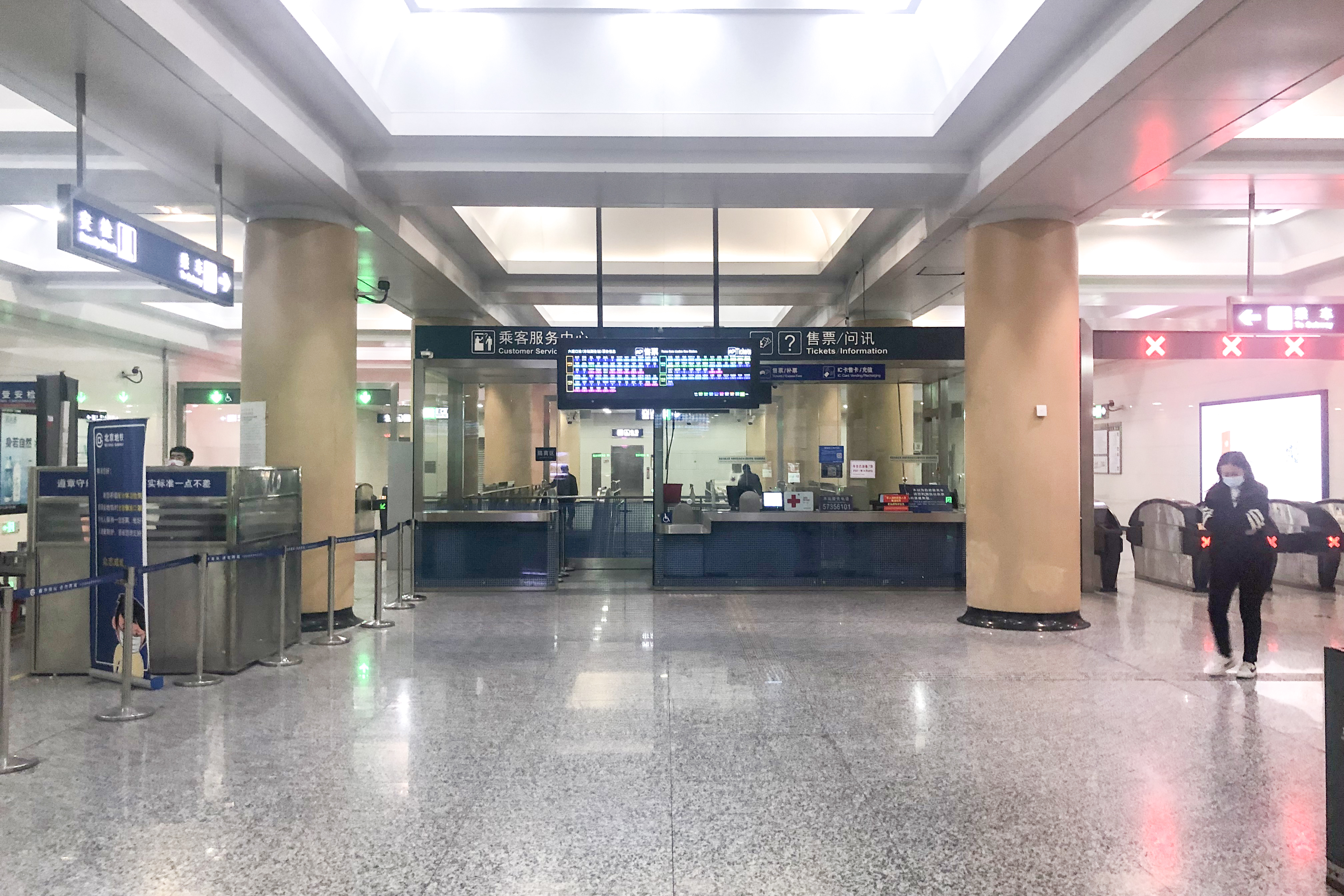
15号線コンコース階
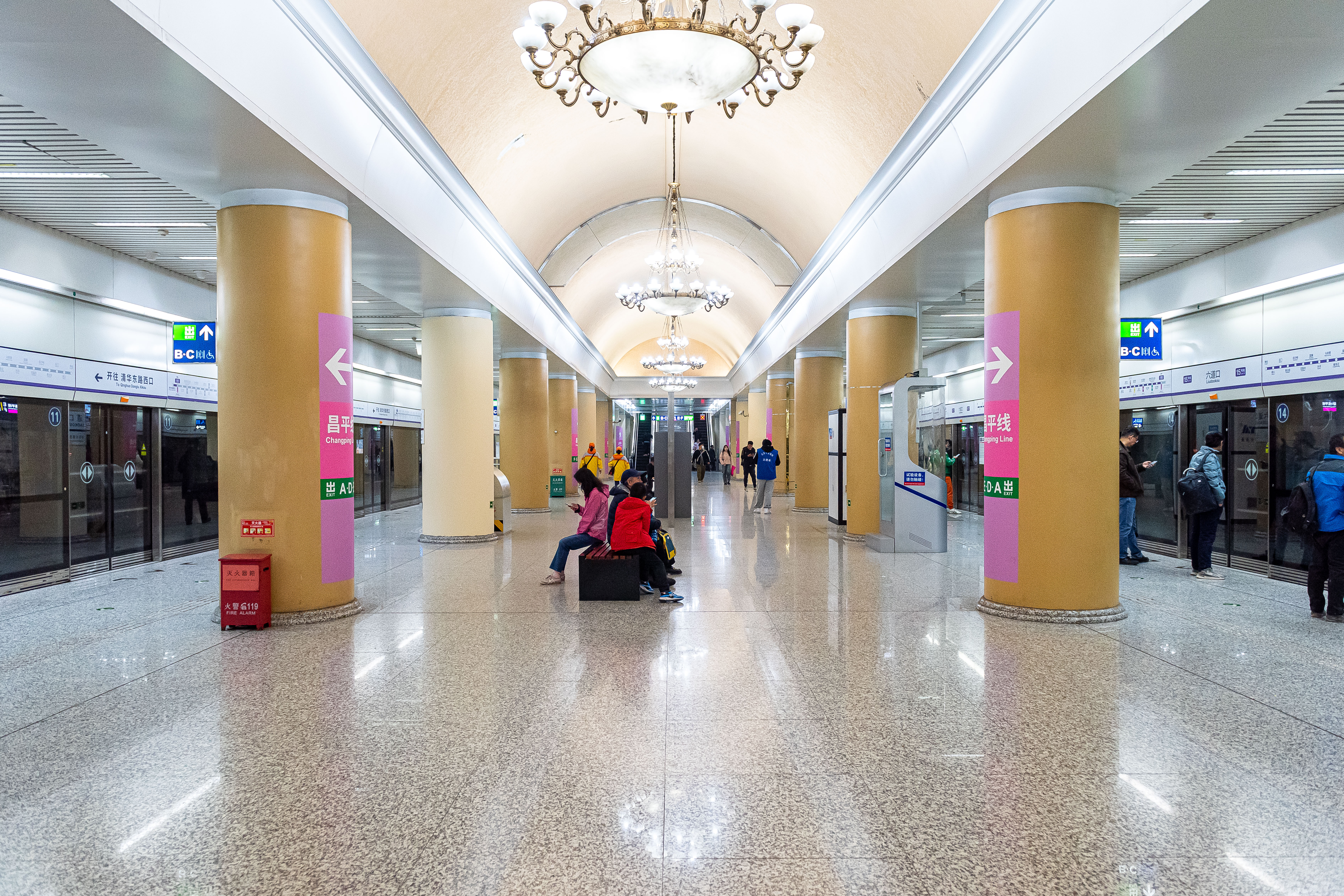
15号線ホーム
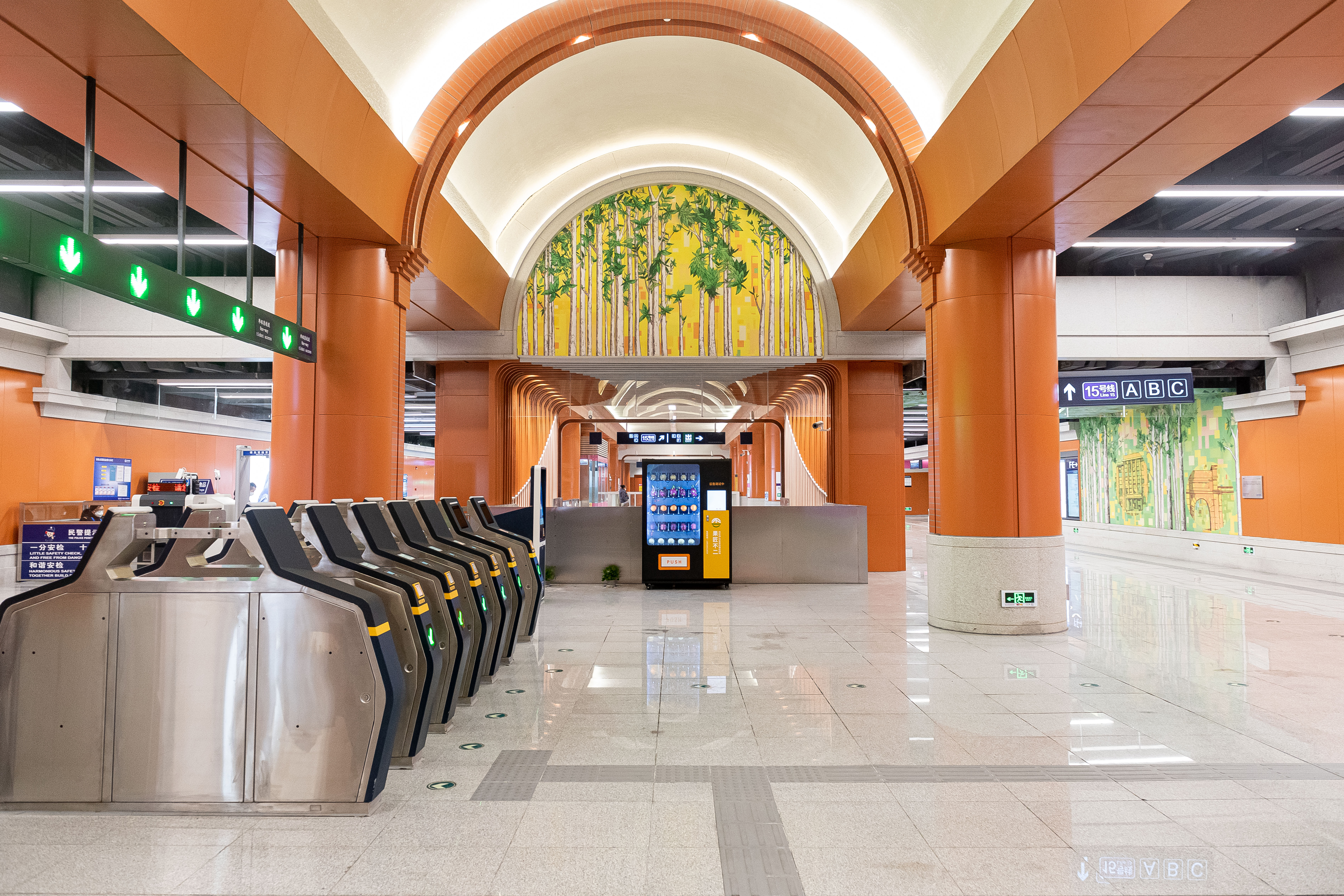
昌平線改札口
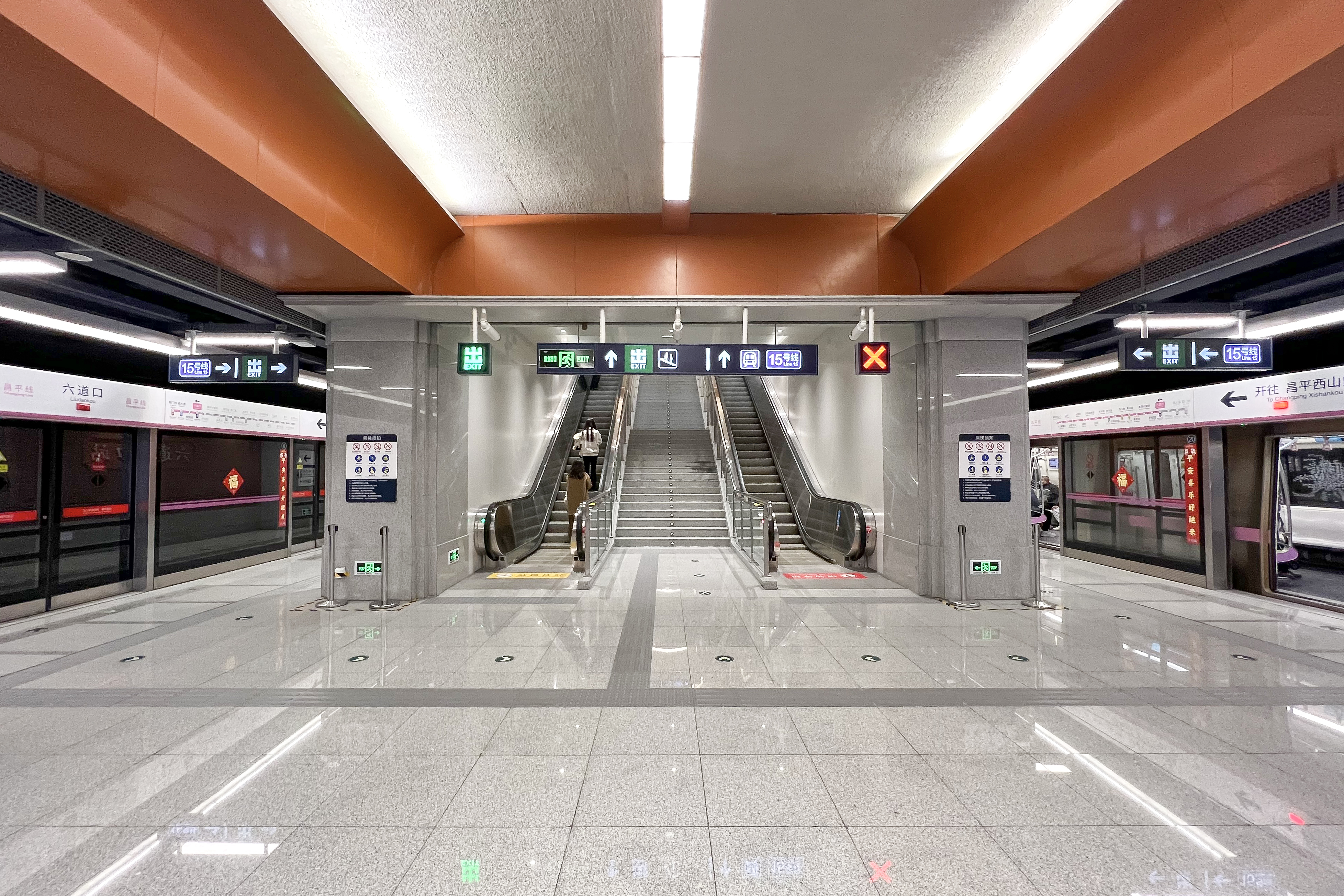
昌平線ホーム

## 駅周辺
- 中国農業大学
- 北京林業大学
- 北京鉱業大学（中国語版）
- 北京語言大学
- 石油大院
- 富潤家園

## 隣の駅
北京地下鉄
■15号線
清華東路西口駅 - 六道口駅 - 北沙灘駅
■昌平線
学知園駅 - 六道口駅 - 学院橋駅